# Lydia Verbeeck
Lydia Verbeeck (Aartselaar, 27 maart 1948 - Lier, 4 juli 2019) was een Vlaams schrijfster van jeugdboeken, historische thrillers en misdaadromans.

## Levensloop
Lydia Verbeeck woonde in Lier. Ze was onderwijzeres tot 1990. Vanaf 1990 werd ze voltijds scenariste voor radio en televisie. Ze schreef scenario's voor televisiefilms, luisterspelen, een musical en afleveringen voor de jeugdreeks The Bubbles. Ze debuteerde op zestienjarige leeftijd met een luisterspel voor de jeugd Naast de deur. Intussen is ze gepensioneerd en sinds 2007 is ze in haar vrije tijd stadgids in Lier. In 2019 kreeg ze van de stad Lier de Lifetime Achievement Award.

## Werk
Ze begon haar schrijverscarrière met het schrijven van kinderverhalen. Daarna volgden nog verschillende jeugdromans. Ze schreef verhalen in de reeksen Vlaamse Filmpjes, Historische verhalen en Historisch Kompas. In 1987 debuteerde ze met het jeugdboek Zeg maar Mattias. In haar verhalen legt Verbeeck de klemtoon op spanning en humor. In het oog springende thema's zijn vriendschap, verliefdheid en anders zijn. Vanaf 2007 begon ze met een reeks van vijf historische romans voor volwassenen. Deze spelen zich af in en rond het begijnhof van Lier.

Begin 2012 schreef ze het scenario voor Twolftwolf (dialect voor "twaalftwaalf"), een geëvoceerde historische wandeling ter gelegenheid van 800 jaar Lier.
In 2013 en 2014 schreef ze twee misdaadromans rond reisleidster Sofie Catoor en haar chauffeur. Vanaf 2015 schakelde ze terug over op historische romans rond Lier.

### Jeugdboeken
- 1987 Zeg maar Mattias (Davidsfonds)
- 1989 Het spoor van Egbert (Davidsfonds)
- 1990 Mop krijgt op zijn kop (Davidsfonds)
- 1991 Mijn zoon is een geranium (Davisfonds-Infodok)
- 1994 Rock voor twee (Standaard Uitgeverij)
- 1996 Afslaan bij de tweede wolk (Uitgeversmaatschappij J.H.Kok)
- 1999 Slimmie (Standaard Uitgeverij)
- 2001 De ogen van Loena Boena (De Eenhoorn)
- 2002 Oostende enkele reis (De Eenhoorn)
- 2002 Haak en Co (Educatieve Uitgeverij Maretak)
- 2003 De achterblijvers (De Eenhoorn)
- 2003 De labradors (Educatieve Uitgeverij Maretak)
- 2003 De vliegende spin (Educatieve Uitgeverij Maretak)
- 2006 Krijg de hieperdepiep (Educatieve Uitgeverij Maretak)

### Historische thrillers
- 2007 Toevluchtsoord (Manteau)
- 2008 Spreeuwenjong (Manteau)
- 2009 Verzegeld (Manteau)
- 2010 Duivelsgesel (Manteau)
- 2012 Schijndood (Manteau)
- 2019 De gestolen glasramen (Davidsfonds)

### Misdaadromans
- 2013 Vergelijking met x onbekenden (Manteau)
- 2014 Reis naar de hel (Manteau)

### Historische romans
- 2015 De zwarte Venus (Manteau)
- 2017 De kleurendief (Davidsfonds)
- 2018 Vingervlug (Davidsfonds)

## Prijzen
In 2009 won Verbeeck de Boechoutse Prijs van de Culturele Verdienste voor haar roman Verzegeld. In datzelfde jaar werd deze roman ook genomineerd voor de Hercule Poirotprijs.

In 2007 was haar roman Toevluchtsoord eveneens genomineerd voor de Hercule Poirotprijs.
In 2013 werd Vergelijking met x onbekenden genomineerd voor de Diamanten Kogel.
- Gemeinsame Normdatei: 142912506
- International Standard Name Identifier: 0000 0003 6917 3922
- Library of Congress Control Number: n2019011087
- Nederlandse Thesaurus van Auteursnamen: 073043400
- Virtual International Authority File: 160214380